# Mikroprocesorowy System Wspomagania Dyspozytorów
Mikroprocesorowy System Wspomagania Dyspozytorów (MSWD) - to system komputerowego prowadzenia ruchu opracowany w Instytucie Energetyki w 1988 roku. Przeznaczony był do automatycznej kontroli parametrów sieci 400 kV, 220 kV i wybranych obiektów 110 kV oraz elektrowni podległych dawnej ODM w Bydgoszczy.